# سلامت (فیلم)
سلامت (انگلیسی: Health) فیلمی به کارگردانی رابرت آلتمن است که در سال ۱۹۸۲ منتشر شد.

## بازیگران
- کارول برنت
- گلندا جکسون
- جیمز گارنر
- لورن باکال
- پال دولی
- الفری وودارد
- دونالد موفات
- هنری گیبسون
- دیک کَـویت